# Ichnanthus camporum
Ichnanthus camporum är en gräsart som beskrevs av Jason Richard Swallen. Ichnanthus camporum ingår i släktet Ichnanthus och familjen gräs. Inga underarter finns listade i Catalogue of Life.